# Azza al-Mayla
Azza al-Mayla, född under 600-talet, död 705, var en arabisk qiyan-kurtisan och musiker.
Hon var en mawali, det vill säga en före detta slav som konverterat till islam, frigetts och blivit en klient. Detta var den normala bakgrunden för fria yrkesmusiker i kalifatet. Hennes ursprung är okänt, men vid denna tidpunkt uppges majoriteten av slav- eller exslavar i hennes yrkesgrupp i kalifatet vara före detta zoroastriska perser.
Som frigiven etablerade hon sig som fri yrkesmusiker i Medina, som då hade ett livlig musikliv dominerat av musiktillställningar som kallades majlis, där musiker kunde uppträda inför tänkbara mecenater. Hon och hennes kollega Jamila var de enda kvinnor som höll sina egna musik-majlis. Detta var vid en tidpunkt när islam var nytt och män och kvinnor fortfarande tilläts umgås tillsammans på dessa majlis (det var först under sent 700-tal överklasskvinnor helt isolerades i harem). Azza al-Mayla uppträdde inför både kvinnor och män; många beskrivningar finns bevarade av manliga författare som prisade hennes skönhet, och hon fick smeknamnet al-Maylii' på grund av hennes smala midja och graciösa gång.
Azza al-Mayla var verksam både som sångare och som instrumentalist, och sades ha en medfödd begåvning. Hon studerade arabiska sånger under sångerskorna Ra'iqa, Sirin och Zerneb, och persisk musik under musikerna Sii'ib Khiithir och Nashit. Som artist sammanvävde hon gammal musik med ny, och kallades för "sångarnas drottning".